# E-Type
Bo Martin Erik „E-Type” Eriksson (ur. 27 sierpnia 1965 w Uppsali) – szwedzki muzyk.

## Życiorys
Zaistniał w 1994, gdy współpracował z producentami takimi jak: Denniz PoP, Max Martin i Amadin, czego efektem był jego debiutancki album Made In Sweden. Singiel z tego albumu Set The World On Fire (wokal Nana Hedin) osiągnął status złotej płyty w Szwecji, 1. miejsce na liście przebojów, 2. miejsce na szwedzkiej liście sprzedaży oraz 4. miejsce w Izraelu. Wydał także 4 kolejne single: balladę Do You Always (Have To Be Alone) oraz Russian Lullaby (napisaną z Jonasem Bergrenem z Ace of Base). Album został wydany w listopadzie 1994 i osiągnął 2. miejsce na liście albumów, na której przebywał przez 26 tygodni. W Szwecji zostało sprzedanych ponad 100 tys. płyt tego albumu.
Jego kolejny album The Explorer, wydany 23 listopada, został sprzedany w 20 tys. egzemplarzy. Przy okazji Euro 2000 E-Type nagrał oficjalną piosenkę mistrzostw zatytułowaną Campione 2000.
21 listopada 2001 E-Type wydał nowy singiel Life, natomiast kolejnym albumem był Euro IV Ever.
24 marca 2004, Max Martin, Rami oraz E-Type wydali kolejny album zatytułowany Loud Pipes Save Lives. Pochodząca z tego albumu piosenka „Paradise” osiągnęła 11. miejsce w Finlandii.
Jesienią 2007 roku została wydana płyta Eurotopia którą poprzedziły 2 single, wydany w maju True Believer (dostał w Szwecji status złotej) oraz wydany we wrześniu Eurofighter – w obu przypadkach wokal Sanne Karlsson.

## Nagrody
E-Type brał udział w „Swedish Dance Music Awards” w marcu 1995, gdzie zdobył 3 nagrody w kategoriach najlepsza piosenka (Best Song), najlepszy artysta (Best Artist) oraz debiut (Newcomer). W 1995 wydał 6 singli we Francji. W 1999 został nominowany do szwedzkiej nagrody Grammy w kategorii „Modern Dance”, wraz z Dr. Bombay, Richi M oraz Black Moses.

## Dyskografia

### Albumy
- Made In Sweden (1994)
- The Explorer (1996)
- Last Man Standing (1998)
- Greatest Hits (1999)
- Euro IV Ever (2001)
- Loud Pipes Save Lives (2004)
- Euro IV Ever In America (2006)
- Eurotopia (2007)

### Single
- We Got The Atmosphere (ze Stakka B, 1991)
- The Dream (1992)
- Numania 1 (ze Stakka B) (1992)
- I’m Falling (1993)
- Set The World On Fire (1994)
- This Is The Way (1994)
- Do You Always (1995)
- So Dem A Com (tylko we Francji, 1995)
- Russian Lullaby (1995)
- Set The World On Fire '95 (1995)
- Free Like A Flying Demon (1996)
- Calling Your Name (1996)
- Back In The Loop (1997)
- I Just Wanna Be With You (1997)
- You Will Always Be A Part Of Me (1997)
- Angels Crying (1998)
- Here I Go Again (1998)
- Princess Of Egypt (1999)
- Hold Your Horses (1999)
- Megamix (2000, nie wydany)
- Campione 2000 (2000)
- Es Ist Nie Vorbei (z Blümchen, 2000)
- Life (2001)
- Africa (2002)
- Banca Banca (2002)
- When I Close My Eyes (2002)
- Paradise (2004)
- Camilla (2004)
- Olympia (tylko w Szwecji, 2004)
- The Predator / Far Up In The Air (2005)
- True Believer (2007)
- Eurofighter (2007)
- Tide (2008)
- Back 2 Life (2011)